# Tomba delle Danzatrici
La tomba delle Danzatrici è una tomba ubicata a Ruvo di Puglia decorata originariamente con un ciclo di affreschi.

## Storia
La tomba venne costruita intorno al IV secolo a.C., nel periodo greco di Ruvo di Puglia: apparteneva quasi certamente a un guerriero, una figura di spicco locale, economicamente agiato, come è possibile evincere dall'uso di coloranti per pitture particolarmente pregiati come il cinabro.
Venne scoperta il 15 novembre 1833: tuttavia i primi documenti sul suo ritrovamento risalgono all'anno successivo sul Bullettino di Corrispondenza Archeologica di Theodor Panofka. Al momento del suo rinvenimento mancava di una parete, andata distrutta in epoca medievale durante la costruzione di un pozzo, così come era totalmente assente sia il corredo funerario che lo scheletro, probabilmente depredati nello stesso periodo; l'unico reperto recuperato fu il frammento di un vaso sul quale era raffigurato un guerriero a cavallo. Le pitture interne vennero quasi immediatamente staccate per essere restaurate e donate cinque anni più tardi a Ferdinando II delle Due Sicilie il quale le espose al Real Museo Borbonico, poi divenuto Museo archeologico nazionale di Napoli.

## Descrizione
Si tratta di una tomba a semicamera, di forma rettangolare, costituita da lastre di tufo e coperta orizzontalmente da lastre dello stesso materiale disposte a incastro; ha una lunghezza di 3,18 metri, una larghezza di 1,59 metri e un'altezza di 1,32 metri.
Le pareti della tomba presentavano una zona inferiore di colore giallo, una fascia mediana in nero, una zona superiore in giallo e bianco con la raffigurazione di una processione di donne e una parte alta con decorazione a tre fasce di colore bianco, nero e rosso. Il ciclo di affreschi rappresenterebbe una processione funebre o una danza, da cui la tomba prende il nome, per alcuni archeologi intesa come la tratta per altri la geranos.